# Klára Körmendi
Klára Körmendi (geboren 22. März 1944 in Budapest) ist eine ungarische Pianistin.

## Leben
Klára Körmendi studierte in Budapest am Bartók-Konservatorium bei Kornél Zempléni (1922–2013) sowie bei Péter Solymos (1910–2000) an der Franz-Liszt-Musikakademie und machte dort 1967 ihr Diplom.
Noch in der Vorwendezeit produzierte sie 1984 mit Hungaroton eine Schallplatte mit Werkbeispielen von Zsolt Durkó, Attila Bozay, John Cage, Iannis Xenakis und Karlheinz Stockhausen. Sie spielte bei Naxos in den 1990er Jahren das Klavierwerk von Eric Satie ein.
Seit 1993 unterrichtet sie an der Franz-Liszt-Musikakademie in Budapest.